# Вакуум-фільтр
Ва́куум-фі́льтр (рос. вакуум-фильтр, англ. vacuum filter; нім. Vakuumfilter) -

Вакуум-фільтри. JPG

1. апарат для виділення твердих частинок з суспензії та гідросуміші;
2. машина для зневоднювання зернистих матеріалів, що перебувають у пульпі, на фільтрувальній перегородці під дією вакууму.

Широко застосовується для зневоднення корисних копалин. Знижений тиск створюється за допомогою вакуум-насоса.
Розрізняють вакуум-фільтри періодичної дії (листові, патронні, нутчі) та безперервної дії (барабанні з зовн. та внутр. фільтрувальною поверхнею, дискові, стрічкові, тарілчасті т.зв. план-фільтри та ін.). У гірничодоб. промисловості В.-ф. використовуються для зневоднення флотаційних концентратів, які отримують при збагаченні. Найпоширеніші вакуум-фільтри безперервної дії.

## Процес фільтрування

Рис. 1 — Схема процесу фільтрування на вакуум-фільтрах:
І — зона фільтрування;
ІІ — зона просушування;
ІІІ, V — «мертві» зони;
IV — зона віддувки.

Процес фільтрування на вакуум-фільтрах (рис. 1) складається з ряду операцій, послідовність цих операцій така:
- І — зона фільтрування
- ІІ — зона просушування
- ІІІ, V — «мертва» зона
- IV — зона віддувки
- в зоні фільтрування І фільтрувальна поверхня занурена у ванну з пульпою і знаходиться під вакуумом. Під дією перепаду тиску фільтрат відсмоктується і видаляється з фільтра, а тверді частинки затримуються на фільтрувальній поверхні;
- в зоні просушування ІІ фільтрувальна поверхня виходить з пульпи і фільтрат інтенсивно видаляється з осаду. Під дією перепаду тиску через осад просмоктується атмосферне повітря і витісняє останню вологу з пор;
- «мертва» зона ІІІ служить для розділення зон просушування і віддувки, а також для запобігання витоку стисненого повітря у зону просушування;
- в зоні IV під фільтрувальну поверхню подається стиснене повітря і відбувається віддувка зневодненого осаду (кеку);
- «мертва» зона V розділяє зони віддувки і фільтрування і має те ж призначення, що і зона ІІІ.

## Різновиди

Барабанний вакуум-фільтр. JPG

Вакуум фільтр дисковий. JPG

Стрічковий вакуум фільтр. JPG

### Вакуум фільтр дисковий
Див. також Дисковий вакуум-фільтр
Вакуум фільтр дисковий, (р. вакуум-фильтр дисковый, а. disk vacuum filter, American filter; н. Scheiben-vakuum-filter m) — вакуум-фільтр, в якому робочим органом є порожнистий обертовий диск з розміщеною на бокових поверхнях фільтрувальною перегородкою.
Дискові вакуум-фільтри (рис.) використовують на збагачувальних фабриках великої продуктивності для фільтрування тонкоподрібнених рудних концентратів крупністю до 0,2 мм і вугільних — крупністю до 0,5 мм. Дисковий вакуум-фільтр складається з полого валу 1, розподільної головки 2, дисків 3 і ванни 4. Вал обертається в підшипниках, що установлені у бокових стінках ванни. Усередині вал 1 порожнистий, а по периферії розташовані ізольовані один від одного канали 5. В каналах є отвори для підключення до них секторів, з яких складаються диски. Число отворів на валу відповідає числу секторів. Кількість дисків на валу може бути від 2 до 12. Вихідна пульпа поступає між дисками у ванну. Фільтрувальна поверхня створюється боковими стінками дисків. В зоні фільтрування сектори дисків через розподільну головку підключені до вакуум-насосу. Під дією вакууму вода проходить крізь отвори фільтрувальної тканини і осад, попадає через відповідні канали валу в розподільну головку і далі у ресивер. При виході з пульпи сектори попадають у зону просушування, де вода з осаду витісняється повітрям. В «мертвих» зонах здійснюється зміна вакууму на стиснене повітря або навпаки. У зоні віддувки осад відділяється від фільтрувальної тканини стисненим повітрям і шкребками 6, а також тканина продувається повітрям і підготовлюється до наступного циклу фільтрування. Дискові вакуум-фільтри в порівнянні з фільтрами інших конструкцій мають більшу продуктивність і меншу металоємність, зручніше в експлуатації і ремонті.

### Вакуум фільтр барабанний
Див. також Барабанний вакуум-фільтр
Вакуум фільтр барабанний, (р. вакуум-фильтр барабанный, а. drum vacuum filter, н. Trommel-vakuum-filter m) — вакуум-фільтр, в якому робочим органом є порожнистий обертовий барабан з розміщеною на його циліндричній поверхні фільтрувальною перегородкою.
Барабанні вакуум-фільтри з зовнішньою фільтрувальною поверхнею встановлюють у тих випадках, коли необхідно зниження вологості зневодненого матеріалу (кеку) на 2-3% менше, ніж на дискових фільтрах, а також при надходженні на фільтр зернистого матеріалу, що не утримується на фільтрувальній поверхні дисків. Барабанний вакуум-фільтр з зовнішньою фільтрувальною поверхнею (рис. 1) складається з барабану 1, порожнистих цапф 2, розподільних головок 3, ванни 4. Вертикальна перегородка 5 ділить барабан на дві ізольовані одна від одної половини. Внутрішня порожнина барабану в радіальному напрямку розділена на секції, кожна з яких з'єднана трубами з розподільною головкою. Фільтрувальна тканина на поверхні барабану закріпляється сталевим дротом.
При фільтруванні зернистих рудних концентратів, що швидко осаджуються і містять не більше 60-70% класу −0,074 мм (наприклад, апатитові, фосфоритові концентрати), застосовуються барабанні вакуум-фільтри з внутрішньою фільтрувальною поверхнею. Барабанний вакуум-фільтр з внутрішньою фільтрувальною поверхнею (рис. 2.) складається з суцільного барабану 1, що обертається на роликах 2. Середина барабану — циліндрична поверхня обтягнута фільтрувальною тканиною, яка прикріплюється до барабану планками. Між фільтрувальною поверхнею і барабаном передбачені порожнини, що з'єднаються з розподільною головкою 3 трубами. Один кінець барабану підключений до розподільної головки, а другий — відкритий має кільцевий поріг 4. Кек, що утворюється у процесі фільтрування під дією сил ваги падає на стрічковий конвеєр 5 і знімається зі стрічки шкребком 6.

### Вакуум-фільтр стрічковий
Див. також Стрічковий вакуум-фільтр
Вакуум-фільтр стрічковий, (р. вакуум-фильтр ленточный, а. belt vacuum filter, н. Band-vakuum-filter m) — вакуум-фільтр, в якому робочим органом є нескінченна сітчаста стрічка, яка при своєму русі між обертовими барабанами послідовно навантажується пульпою зневоднюваного матеріалу, проходить зону вакуумного фільтрування та просушування, розвантажується та реґенерується.
Продуктивність стрічкових вакуум-фільтрів і вологість осаду суттєво залежать від гранулометричного складу, ступеня попереднього згущення живлення і вмісту тонких глинистих частинок. Застосування флокулянту приводить до збільшення швидкості зневоднення у 5 разів.

### План-фільтр
Див. також План-фільтр 
План-фільтр (рос. план-фильтр,англ. type filter, нім. Planfilter n) – вакуум-фільтр для зневоднення грубодисперсних шламів, у якому робочим органом є горизонтально розміщений обертовий диск, який складається з окремих секторів, що покриті зверху фільтрувальною тканиною (сіткою) і мають під нею вакуумну камеру, сполучену з розподільним пристроєм для почергового з’єднання з системою вакууму та віддувки, подібно до принципу дії вакуум-фільтра дискового. Для видалення осаду передбачений обертовий шнек. План-фільтр може бути одно- або багатоярусним. Перевага – у швидкому осадженні крупної фракції на фільтрувальній поверхні (додатково діє гравітаційна сила), що створює кращі умови для фільтрації дрібніших класів крупності шламу. Поширення у промисловості не набув.